# Ivana Lisjak
Ivana Lisjak (Čakovec, 17 maart 1987) is een tennisspeelster uit Kroatië.
Lisjak begon op vijfjarige leeftijd met tennis. Ze behaalde tweemaal de derde ronde in een grandslamtoernooi, de eerste maal op het US Open 2005 en een jaar later op Roland Garros 2006. Ook speelde ze in 2006 eenmaal op het US Open damesdubbelspel, samen met Lucie Šafářová.